# Psammosphaeroidea
Psammosphaeroidea es una superfamilia de foraminíferos del suborden Saccamminina y del orden Astrorhizida. Su rango cronoestratigráfico abarca desde el Ordovícico hasta la Actualidad.

## Discusión
Clasificaciones previas incluían los géneros Psammosphaeroidea en las superfamilias Astrorhizoidea y Hormosinoidea, así como en el suborden Textulariina del orden Textulariida.

## Clasificación
Psammosphaeroidea incluye a las siguientes familias:
- Familia Lacustrinellidae
- Familia Polysaccamminidae
- Familia Psammosphaeridae
- Familia Telamminidae